# Turkey (Karolina Północna)
Turkey – miasto w Stanach Zjednoczonych, w stanie Karolina Północna, w hrabstwie Sampson.